# Hermen Rode

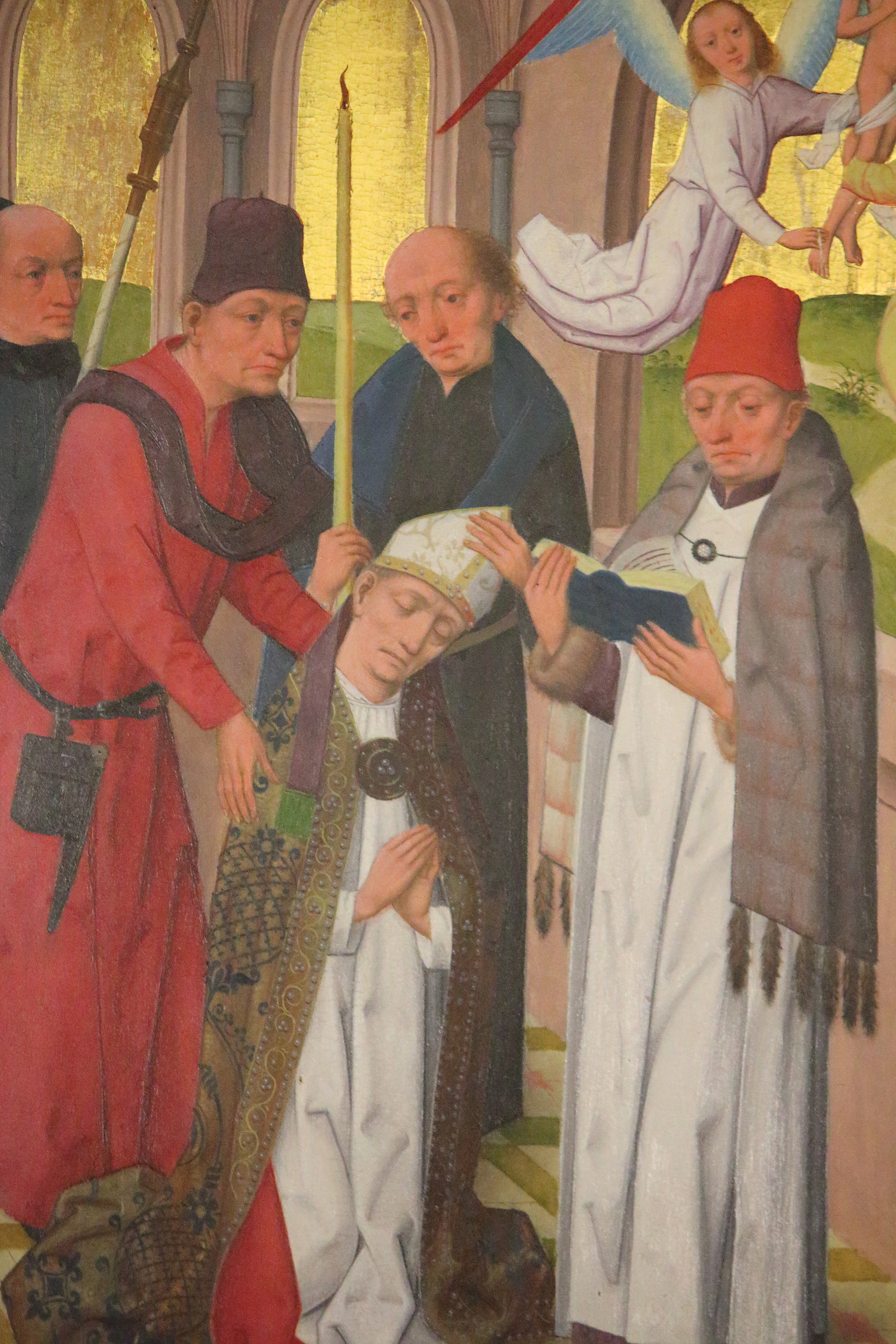
Paneel van het hoogaltaat in de Sint-Nicolaaskerk in Tallinn

Hermen Rode (1430 - 1504) was een Duitse gotische schilder. Hoewel er weinig bekend is over zijn persoonlijke achtergrond, zijn er aanwijzingen dat Rode mogelijk de zoon was van een gelijknamige goudsmid. Hij was lid van het Lübeckse schildersgilde. Hij wordt erkend als een van de vooraanstaande kunstenaars in Lübeck uit deze periode, naast Bernt Notke.
Rode's bekendheid komt voort uit zijn associatie met de Hanze-kunstexport en zijn creatie van diverse altaarstukken. Hij was gezamenlijk met Bernt Notke, een van de belangrijkste exporteurs van kunst naar de Oostzee-landen. Een van zijn bekendere werken is het altaarstuk van Sint Lucas, voltooid in 1484 voor de Katharinenkirche in Lübeck. Dit werk draagt zijn handtekening en bevindt zich momenteel in het Museumkwartier St. Annen. Een ander bekend werk van Rode is het hoogaltaar van de Sint-Nicolaaskerk in Tallinn. Dit schilderij bevat het eerste bekende stadsgezicht van Lübeck met zijn acht kerktorens als achtergrond. Rode's artistieke erfenis omvat ook altaren die specifiek voor de Zweedse markt lijken te zijn vervaardigd, met afbeeldingen van nationale Zweedse heiligen.